# Abdelwahed Wahib
Abdelwahed Wahib (sinh ngày 27 tháng 1 năm 2000) là một cầu thủ bóng đá người Maroc thi đấu ở vị trí hậu vệ trái cho Le Havre ở Ligue 2.

## Sự nghiệp
Sau khi tốt nghiệp từ Học viện Mohammed VI, Wahib chuyển đến Le Havre ngày 18 tháng 6 năm 2019. Wahib có trận đấu ra mắt với Le Havre trong chiến thắng 2–0 ở Ligue 2 trước Stade Malherbe Caen vào ngày 15 tháng 3 năm 2021.

## Sự nghiệp quốc tế
Wahib thi đấu cho U-17 Maroc trong các trận đấu tại Vòng loại Cúp bóng đá U-17 Châu Phi 2017 với U-17 Guinée, ghi được một bàn thắng.